# Clique (informática)
O Clique, em informática, corresponde à acção de carregar num ou num dos botões do rato sobre um objecto ou hiperligação para o seleccionar. O rato funciona como um apontador sobre o ecrã do computador e permite efectuar quatro tipos de operações: movimento, clique, duplo clique e arrastar e largar (drag and drop).